# Conor Coady
Conor David Coady (født 25. februar 1993) er en engelsk professionel fodboldspiller, som spiller for EFL Championship-klubben Leicester City og Englands landshold.

## Klubkarriere

### Liverpool
Coady kom igennem Liverpools ungdomsakademi, og gjorde sin professionelle debut den 8. november 2012. Han spillede dog hovedsageligt på reserveholdet i sin tid i klubben.
Coady blev i juli 2013 udlånt til Sheffield United.

### Huddersfield Town
Coady skiftede i august 2014 til Huddersfield Town på en fast aftale.

### Wolverhampton Wanderers
Efter kun en enkelt sæson hos Huddersfield, skiftede Coady i juli 2015 til Wolverhampton. Efter at have spillet hele sin karriere som midtbanespiller til dette punkt, så blev Coady under Wolves træner Nuno Espírito Santo omskolet til at spille som forsvarsspiller i løbet af 2017.
Coady begyndte at spille som agerende anfører i løbet af 2017 i den faste anfører Danny Batths fravær. Efter at Batth forlod klubben på lån i 2018, blev Coady gjort til holdets nye faste anfører.
Coady spillede en vigtig rolle i Wolves oprykning til Premier League i 2017-18 sæsonen, da de vandt Championship. Han blev her inkluderet i årets hold i ligaen.
Wolves kvalificerede sig i 201-/20 sæsonen til Europa League, og Coady blev her kåret som del af turneringens hold.
Han spillede den 5. februar 2022 sin kamp nummer 300 for klubben.

#### Leje til Everton
Coady skiftede i august 2022 til Everton på en lejeaftale. Efter sæsonen valgte Everton dog ikke at gøre aftalen permanent.

### Leicester City
Coady skiftede i juli 2023 til Leicester City på en fast aftale.

## Landsholdskarriere

### Ungdomslandshold
Coady har repræsenteret England på flere ungdomsniveauer.
Coady var del af Englands U/17-landshold som vandt U/17-EM i 2010. Han var også del af Englands trupper til U/19-EM i 2012 og U/20-VM i 2013.

### Seniorlandshold
Coady debuterede for Englands landshold den 8. september 2020. Han var del af Englands trup til EM 2020 og VM 2022.

## Aktivisme
Coady har i løbet af sin karriere været aktiv i aktivisme om at sikre LGBT-inklusivitet i fodbold, og blev i 2021 hædret som 'Football Ally of the Year' ved British LGBT Awards.

## Titler
Wolverhampton Wanderers
- EFL Championship: 1 (2017-18)

England U/17
- U/17-Europamesterskabet: 1 (2010)

Individuelle
- U/17-Europamesterskabet Turneringens hold: 1 (2010)
- EFL Championship Sæsonens hold: 1 (2017-18)
- UEFA Europa League Sæsonens hold: 1 (201920)